# Dissé-sous-Ballon
Dissé-sous-Ballon est une ancienne commune française, située dans le département de la Sarthe en région Pays de la Loire.
Le 1er janvier 2019, elle devient une commune déléguée de la commune nouvelle de Marolles-les-Braults jusqu'à sa suppression le 24 septembre 2020.
La commune fait partie de la province historique du Maine, et se situe dans le Saosnois.

## Géographie
|         | Marolles-les-Braults (commune déléguée) |              |
| Dangeul | Dissé-sous-Ballon, commune déléguée     |              |
|         | Mézières-sur-Ponthouin                  | Saint-Aignan |

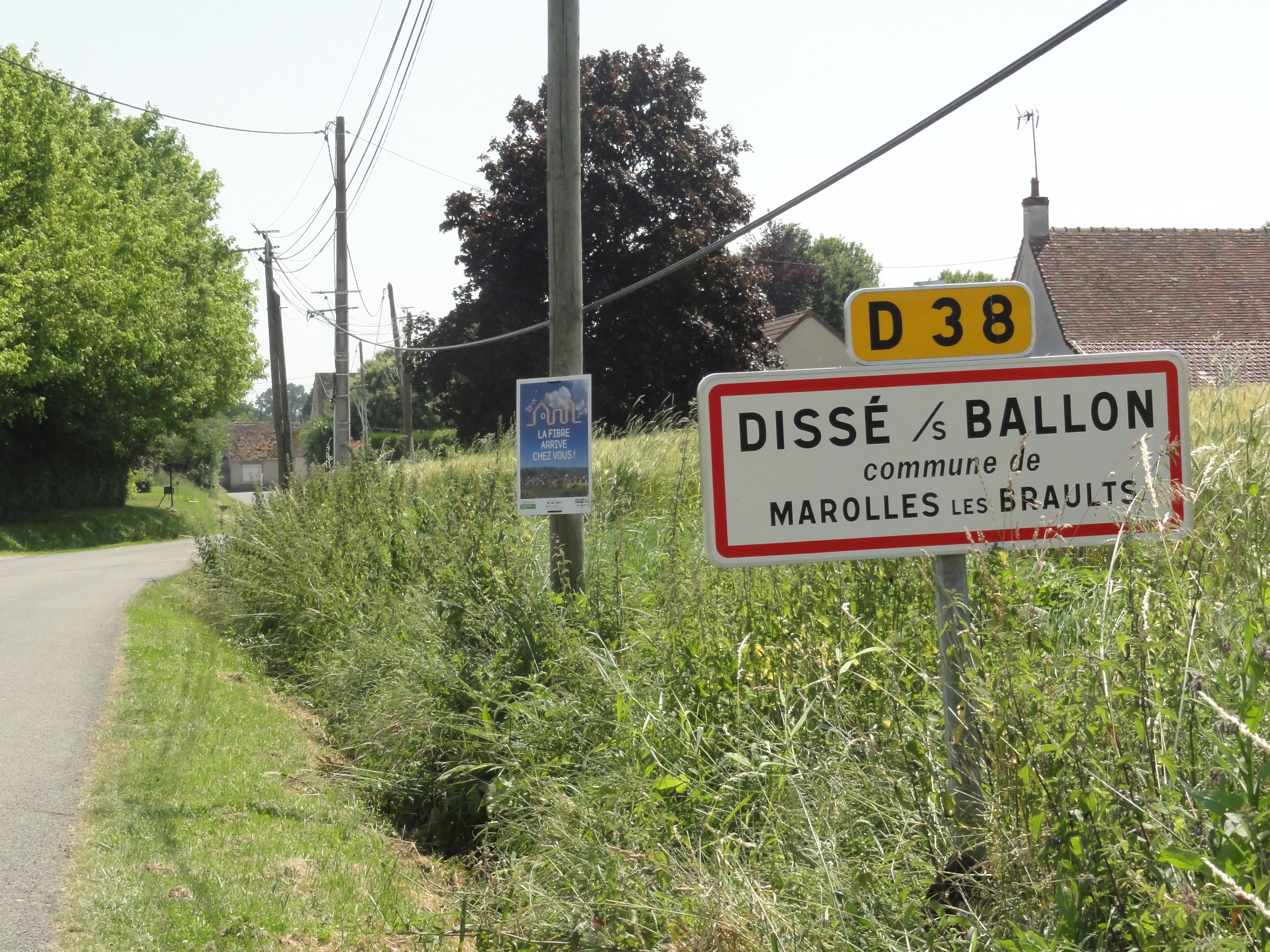
Entrée de Dissé-sous-Ballon.
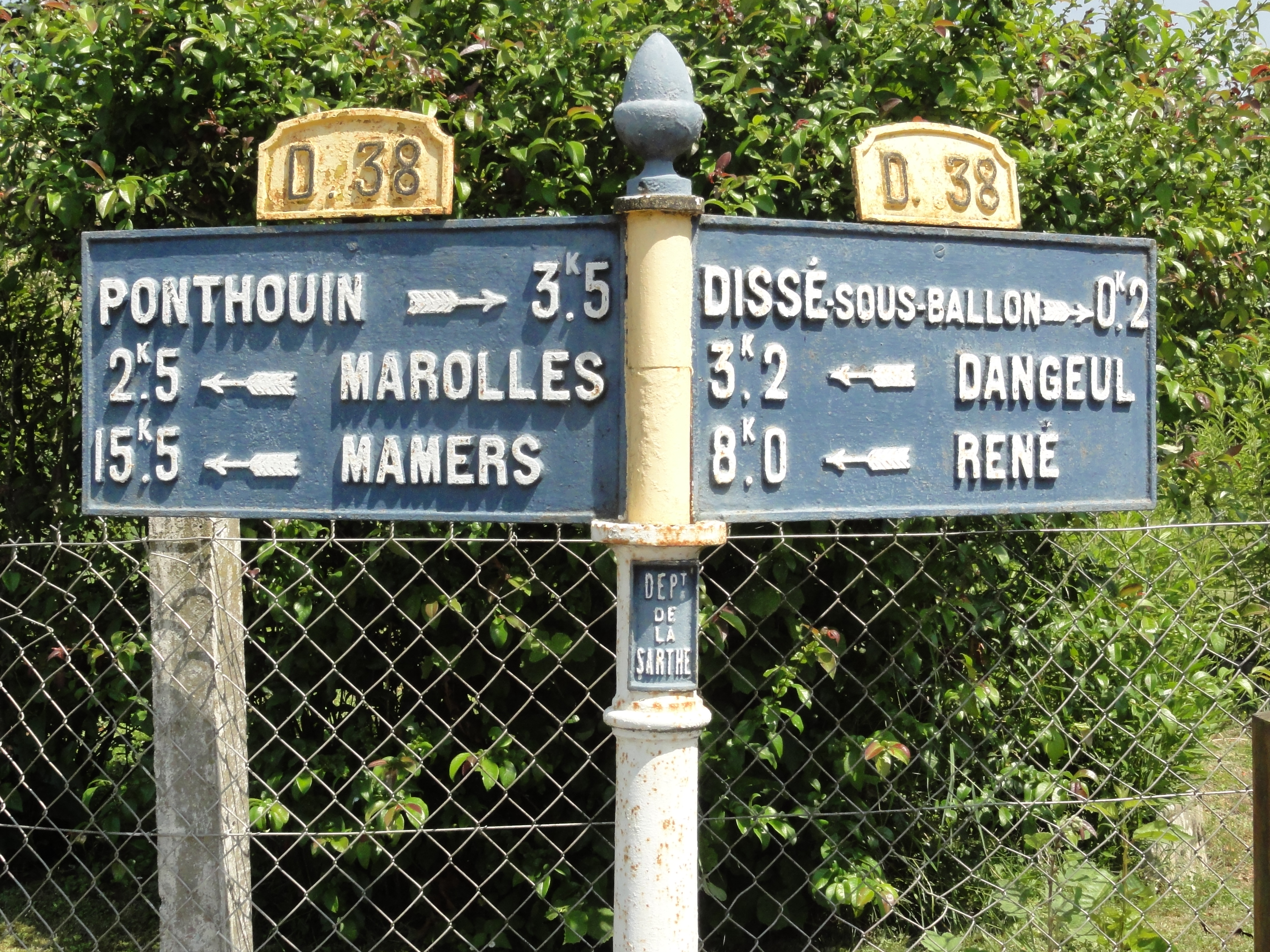
Plaques de cocher, D38
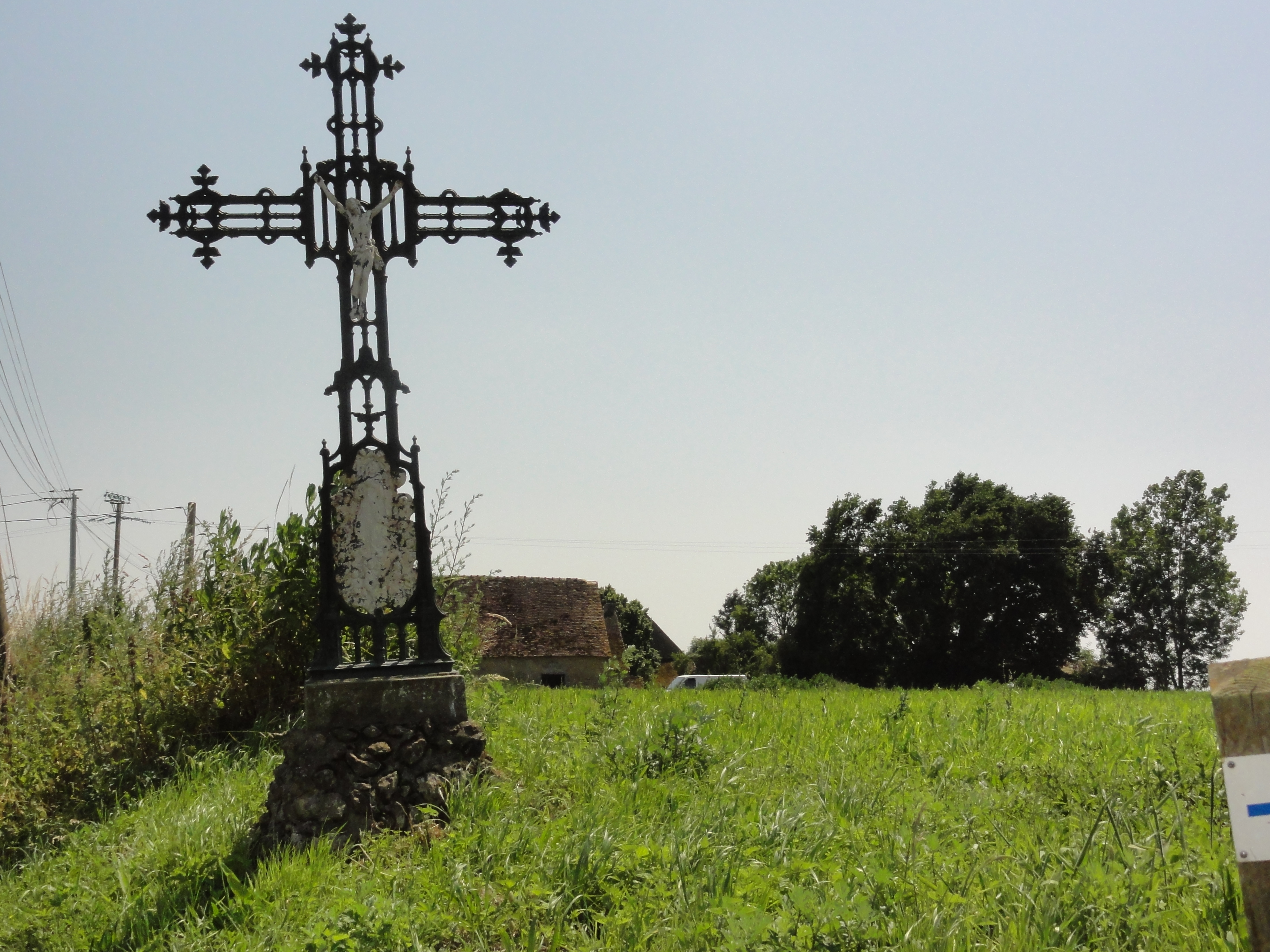
Croix au sud du bourg

## Toponymie
Le gentilé est Disséen.

## Histoire
L'union avec Marolles-les-Braults en commune nouvelle est créée au 1er janvier 2019 par un arrêté préfectoral du 18 septembre 2018. Son chef-lieu est fixé à Marolles-les-Braults puis la commune déléguée de Dissé-sous-Ballon est dissoute le 24 septembre 2020.

## Politique et administration
| Période        | Période           | Identité        | Étiquette | Qualité     |
| -------------- | ----------------- | --------------- | --------- | ----------- |
| 8 janvier 2019 | 24 septembre 2020 | Francis Belluau | SE        | Agriculteur |

| Période                                  | Période          | Identité        | Étiquette | Qualité     |
| ---------------------------------------- | ---------------- | --------------- | --------- | ----------- |
| ?                                        | juin 1995        | Jean Belluau    |           |             |
| juin 1995                                | 31 décembre 2018 | Francis Belluau | SE        | Agriculteur |
| Les données manquantes sont à compléter. |                  |                 |           |             |

## Population et société

### Démographie
En 2018, la commune comptait 143 habitants. Depuis 2004, les enquêtes de recensement dans les communes de moins de 10 000 habitants ont lieu tous les cinq ans (en 2004, 2009, 2014, etc. pour Dissé-sous-Ballon) et les chiffres de population municipale légale des autres années sont des estimations.
| 1793 | 1800 | 1806 | 1821 | 1831 | 1836 | 1841 | 1846 | 1851 |
| ---- | ---- | ---- | ---- | ---- | ---- | ---- | ---- | ---- |
| 313  | 379  | 419  | 394  | 400  | 411  | 402  | 374  | 350  |

| 1856 | 1861 | 1866 | 1872 | 1876 | 1881 | 1886 | 1891 | 1896 |
| ---- | ---- | ---- | ---- | ---- | ---- | ---- | ---- | ---- |
| 335  | 329  | 321  | 292  | 308  | 303  | 285  | 268  | 233  |

| 1901 | 1906 | 1911 | 1921 | 1926 | 1931 | 1936 | 1946 | 1954 |
| ---- | ---- | ---- | ---- | ---- | ---- | ---- | ---- | ---- |
| 217  | 224  | 206  | 174  | 173  | 179  | 186  | 200  | 223  |

| 1962 | 1968 | 1975 | 1982 | 1990 | 1999 | 2004 | 2009 | 2014 |
| ---- | ---- | ---- | ---- | ---- | ---- | ---- | ---- | ---- |
| 245  | 226  | 157  | 111  | 102  | 108  | 121  | 133  | 139  |

| 2018 | - | - | - | - | - | - | - | - |
| ---- | - | - | - | - | - | - | - | - |
| 143  | - | - | - | - | - | - | - | - |

## Culture locale et patrimoine

### Lieux et monuments
- Église Notre-Dame.
- Calvaire et croix.
- Four à chanvre.

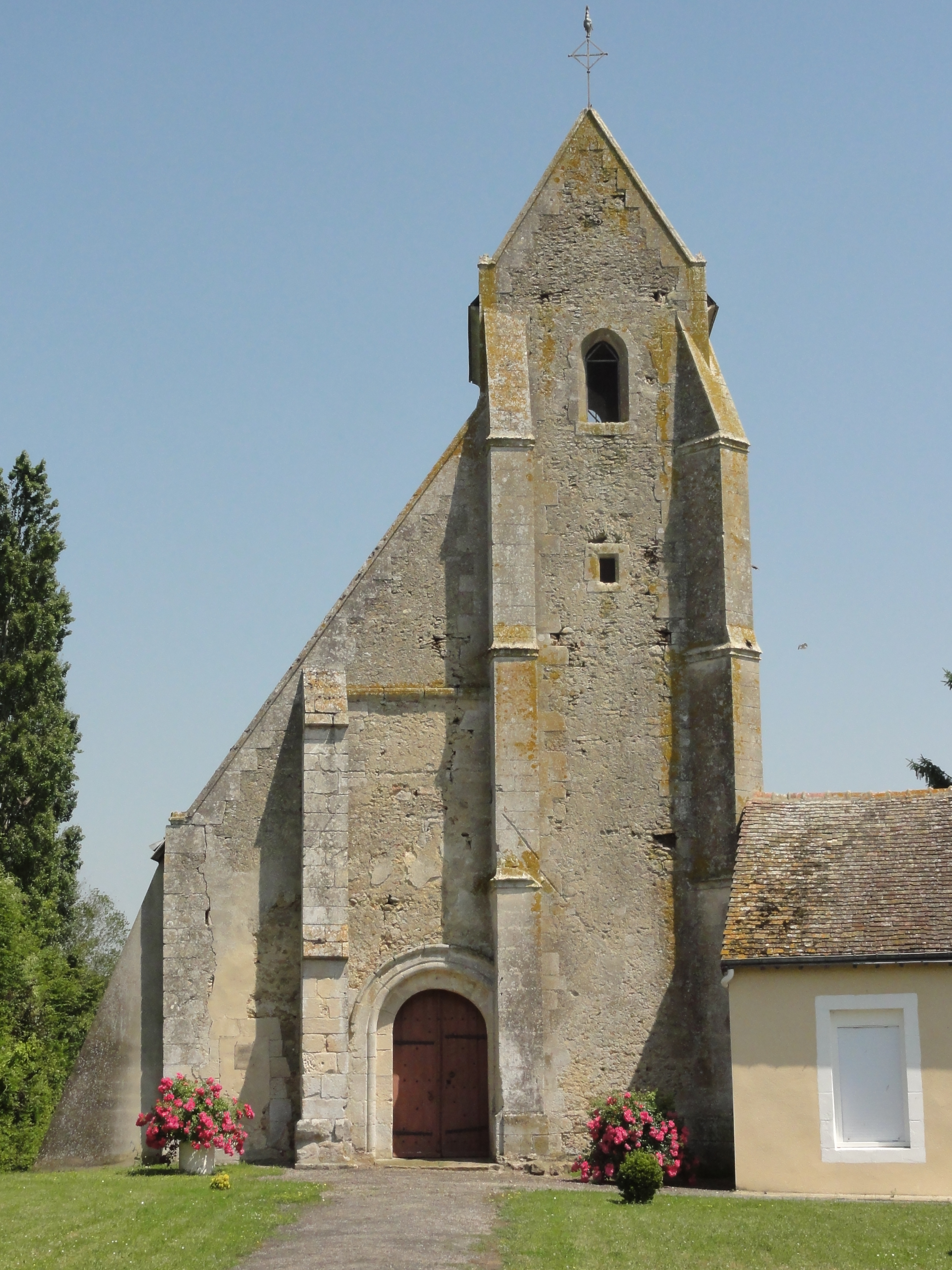
Église Notre-Dame, façade ouest.
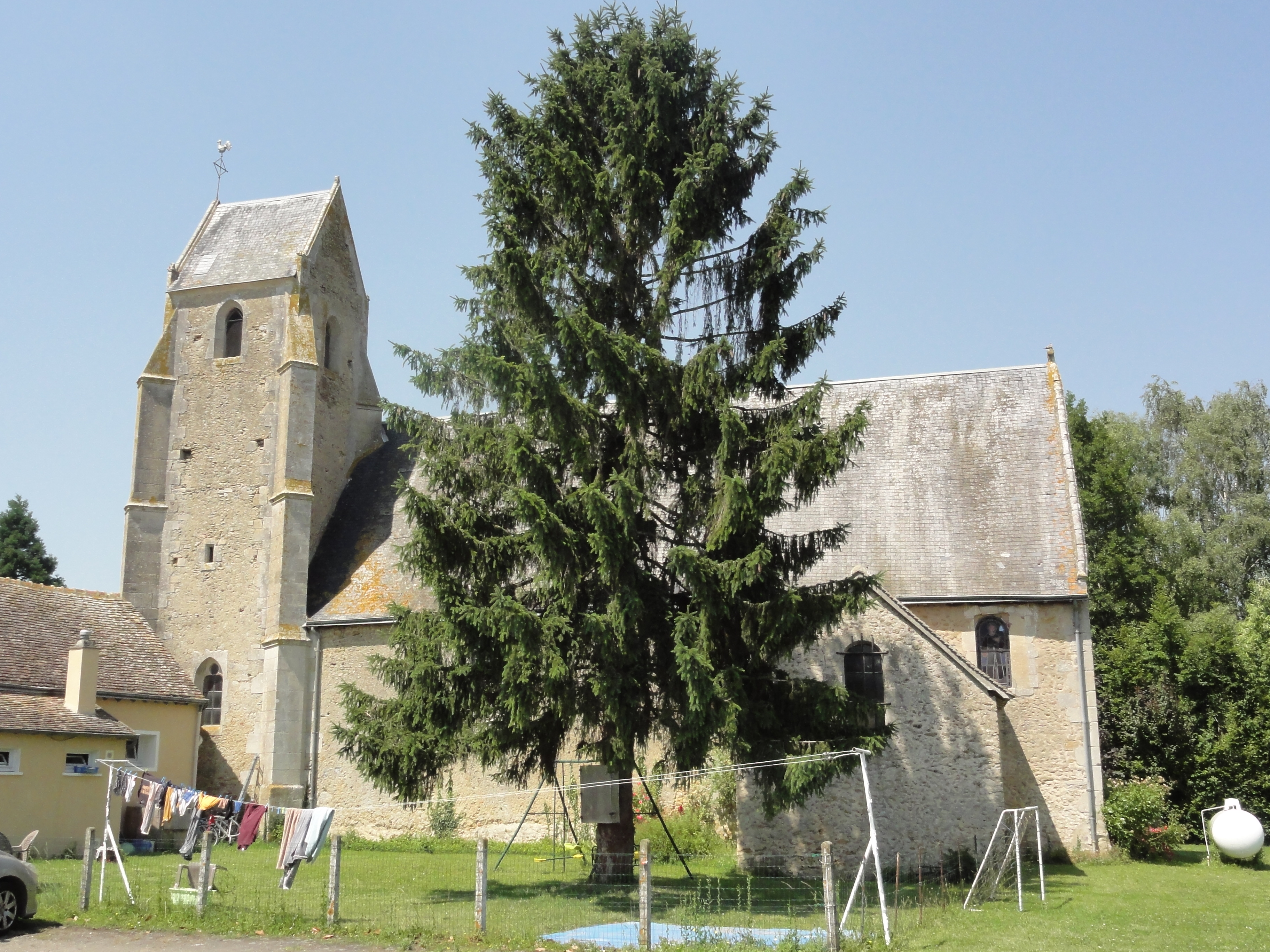
Église Notre-Dame, façade sud.
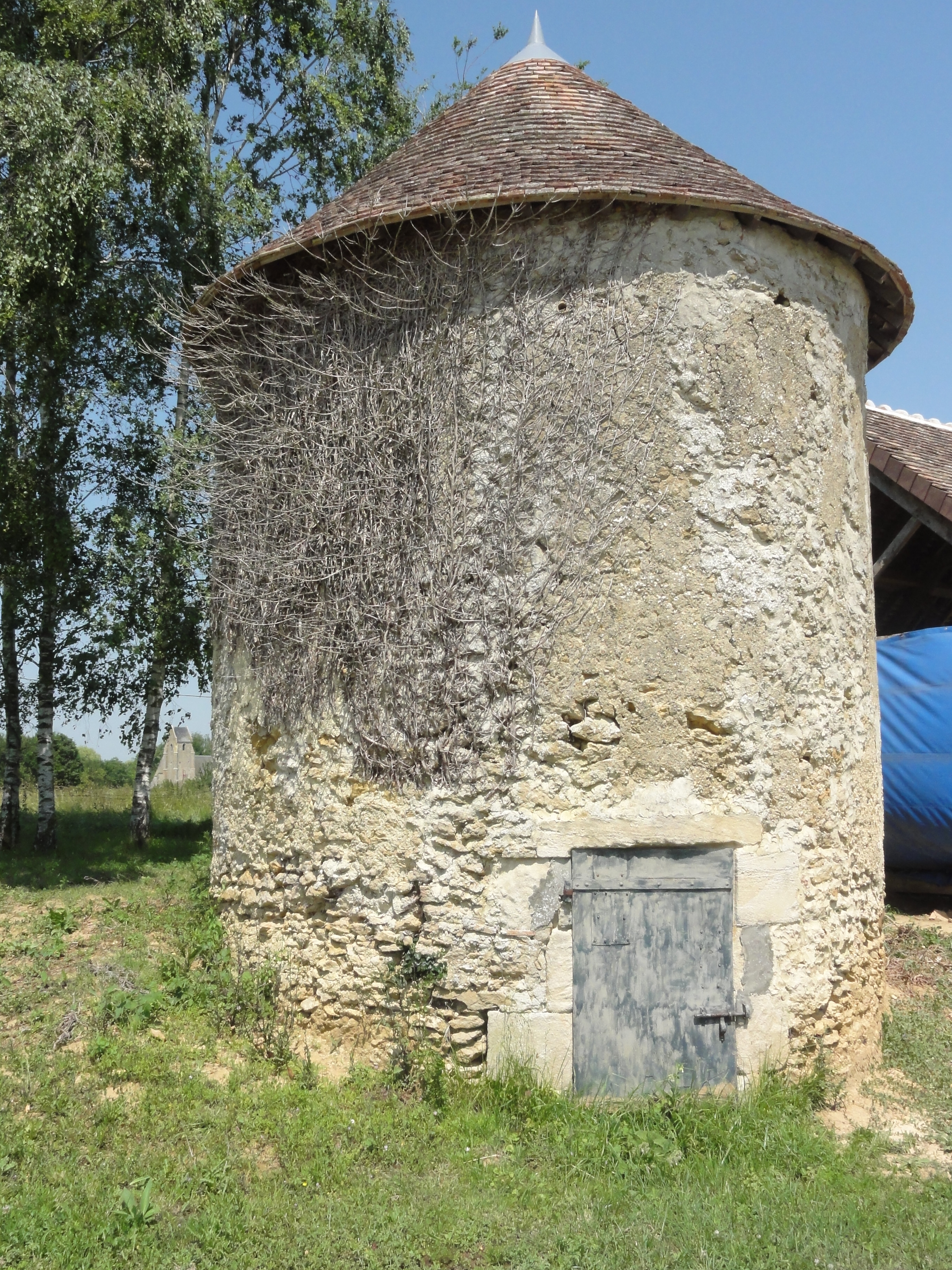
Four à chanvre.
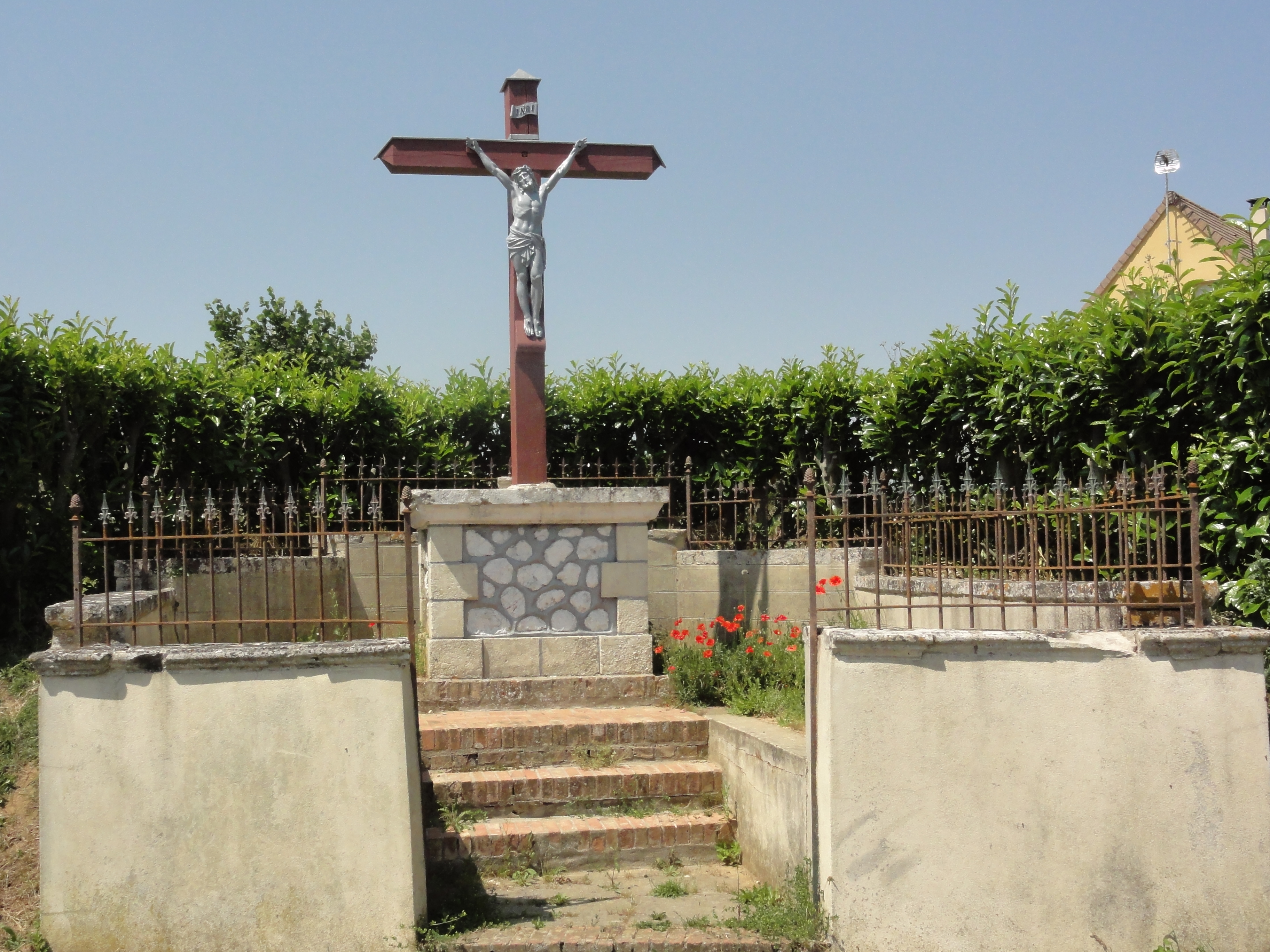
Calvaire, D38.